# Communauté de communes du Lautrecois-Pays d'Agout
La  communauté de communes du Lautrecois-Pays d'Agout  est une communauté de communes française, située dans le département du Tarn, en région Occitanie.

## Historique
La communauté de communes du Lautrécois-Pays d'Agout (CCLPA)  est née le 1er janvier 2013 de la fusion de la communauté de communes du Lautrecois (CCL) et la communauté de communes du Pays d'Agout (CCPA).
Avec une superficie de 396,05 km², elle regroupe 28 communes et compte quelque 14 524 habitants en 2017. 
Le 1er janvier 2018, Missècle et Moulayrès rejoignent la communauté de communes en provenance de Gaillac Graulhet Agglo.

## Territoire communautaire

### Composition
La communauté de communes est composée des 28 communes suivantes :

| Nom                     | Code Insee | Gentilé          | Superficie (km2) | Population (dernière pop. légale) | Densité (hab./km2) |
| ----------------------- | ---------- | ---------------- | ---------------- | --------------------------------- | ------------------ |
| Lautrec (siège)         | 81139      | Lautrécois       | 54,64            | 1 690 (2022)                      | 31                 |
| Brousse                 | 81040      | Broussiens       | 14,77            | 439 (2022)                        | 30                 |
| Cabanès                 | 81044      | Cabanessois      | 8,86             | 309 (2022)                        | 35                 |
| Carbes                  | 81058      | Carbais          | 7,4              | 241 (2022)                        | 33                 |
| Cuq                     | 81075      |                  | 14,99            | 488 (2022)                        | 33                 |
| Damiatte                | 81078      | Damiattois       | 31,78            | 1 067 (2022)                      | 34                 |
| Fiac                    | 81092      | Fiacois          | 25               | 927 (2022)                        | 37                 |
| Fréjeville              | 81098      | Fréjévillois     | 9,48             | 721 (2022)                        | 76                 |
| Guitalens-L'Albarède    | 81132      | Guitalensois     | 9,36             | 835 (2022)                        | 89                 |
| Jonquières              | 81109      | Jonquiérois      | 12,2             | 443 (2022)                        | 36                 |
| Laboulbène              | 81118      | Boulbenois       | 4,65             | 167 (2022)                        | 36                 |
| Magrin                  | 81151      | Magrinois        | 8,07             | 135 (2022)                        | 17                 |
| Missècle                | 81169      | Misseclois       | 5,77             | 98 (2022)                         | 17                 |
| Montdragon              | 81174      | Montdragonais    | 12,19            | 613 (2022)                        | 50                 |
| Montpinier              | 81181      | Montpiniérois    | 7,6              | 186 (2022)                        | 24                 |
| Moulayrès               | 81187      | Moulayrésois     | 8,85             | 216 (2022)                        | 24                 |
| Peyregoux               | 81207      | Peyregousins     | 4,5              | 84 (2022)                         | 19                 |
| Prades                  | 81212      |                  | 5,24             | 118 (2022)                        | 23                 |
| Pratviel                | 81213      | Pratviellois     | 7,11             | 91 (2022)                         | 13                 |
| Puycalvel               | 81216      | Puycalvelois     | 12,27            | 215 (2022)                        | 18                 |
| Saint-Genest-de-Contest | 81250      | Saint-Genestais  | 13,71            | 281 (2022)                        | 20                 |
| Saint-Julien-du-Puy     | 81258      | Saint-Juliennois | 19,38            | 446 (2022)                        | 23                 |
| Saint-Paul-Cap-de-Joux  | 81266      | Saint-Paulais    | 17,01            | 1 060 (2022)                      | 62                 |
| Serviès                 | 81286      | Serviessois      | 12,8             | 591 (2022)                        | 46                 |
| Teyssode                | 81299      | Teyssodais       | 22,88            | 382 (2022)                        | 17                 |
| Vénès                   | 81311      | Vénessiens       | 27,42            | 723 (2022)                        | 26                 |
| Vielmur-sur-Agout       | 81315      | Vielmurois       | 11,61            | 1 377 (2022)                      | 119                |
| Viterbe                 | 81323      | Viterbois        | 6,51             | 360 (2022)                        | 55                 |

### Démographie
| 1968   | 1975   | 1982   | 1990   | 1999   | 2007   | 2012   | 2017   |
| ------ | ------ | ------ | ------ | ------ | ------ | ------ | ------ |
| 11 066 | 10 223 | 10 479 | 11 077 | 11 508 | 13 183 | 14 223 | 14 534 |

## Administration

### Siège
Le siège de la communauté de communes est situé à Lautrec. Des services techniques sont installés à Lautrec et des services administratifs à Serviès.

### Les élus
Le conseil communautaire de la communauté de communes se compose de 39 conseillers, représentant chacune des communes membres et élus pour une durée de six ans.
Ils sont répartis comme suit :
| Nombre de conseillers | Communes                                                            |
| --------------------- | ------------------------------------------------------------------- |
| 4                     | Lautrec, Vielmur-sur-Agout                                          |
| 2                     | Damiatte, Fiac, Guitalens-L'Albarède, Saint-Paul-Cap-de-Joux, Vénès |
| 1 (+1 suppléant)      | les 21 autres communes                                              |

### Présidence
| Période                                  | Période  | Identité         | Étiquette | Qualité                       |
| ---------------------------------------- | -------- | ---------------- | --------- | ----------------------------- |
| Les données manquantes sont à compléter. |          |                  |           |                               |
| 2013                                     | 2020     | Raymond Gardelle |           | Maire de Guitalens-L'Albarède |
| 2020                                     | En cours | Thierry Bardou,  |           | Maire de Lautrec              |

### Régime fiscal et budget
Le régime fiscal de la communauté d'agglomération est la fiscalité additionnelle avec fiscalité professionnelle de zone et sans fiscalité professionnelle sur les éoliennes.